# Lycaenesthes zera
Lycaenesthes zera är en fjärilsart som beskrevs av Fawcett 1904. Lycaenesthes zera ingår i släktet Lycaenesthes och familjen juvelvingar. Inga underarter finns listade i Catalogue of Life.